# Surcouf (1929)
Surcouf – francuski okręt podwodny z okresu II wojny światowej, jedyna jednostka swego typu. Po wejściu do służby w 1934 roku był największym okrętem podwodnym świata (do czasu wejścia do służby japońskiego okrętu I-400). Został nazwany na cześć zmarłego w 1827 roku francuskiego korsarza Roberta Surcoufa.

## Historia
W latach 20. Francja postanowiła wzmocnić swoją flotę „podwodnymi krążownikami” z silnym uzbrojeniem artyleryjskim, które były zdolne do walki z jednostkami nieprzyjaciela na powierzchni. Przyjęto maksymalny kaliber dział dopuszczalny traktatem waszyngtońskim. Planowano budowę trzech okrętów, ostatecznie powstał tylko jeden.
Projekt okrętu powstał we Francji w 1926 roku. Stępkę pod budowę „Surcoufa” położono 1 października 1927 roku. Wodowanie okrętu nastąpiło 18 listopada 1929 roku, zaś wejście do służby 3 maja 1934 roku.
Po ataku Niemiec na Francję w maju 1940 roku będący w remoncie i nie w pełni sprawny okręt udał się do brytyjskiego portu Plymouth. 3 lipca 1940 roku w czasie operacji Catapult, tj. przejmowania kontroli nad francuskimi okrętami, zginęło podczas strzelaniny na jego pokładzie dwóch brytyjskich oficerów, w tym dowódca okrętu podwodnego HMS „Thames” kmdr ppor. Dennis Sprague, jeden marynarz brytyjski i jeden Francuz, a kilka osób odniosło rany. 15 września tego roku okręt został formalnie przekazany Marynarce Wojennej Wolnych Francuzów, lecz miała ona trudności z obsadzeniem okrętu, gdyż większość pierwotnej załogi łącznie z dowódcą wyraziła chęć repatriacji do Francji. 15 grudnia 1940 roku po raz pierwszy wyszedł w morze po skompletowaniu załogi, pod dowództwem kmdr. ppor. Pierre'a Ortoli. Brytyjczycy rozważali adaptację okrętu do celów transportu zaopatrzenia na Maltę, lecz sprzeciwiło się temu dowództwo marynarki francuskiej. Dopiero w lutym 1941 roku okręt osiągnął gotowość bojową i 19 lutego wyruszył do Kanady, w drodze powrotnej w kwietniu eskortując konwój HX-118. Podczas nalotów na bazę morską Plymouth pod koniec kwietnia 1941 roku uszkodzony został wodnosamolot okrętu MB-411, przez co „Surcouf” od tej pory nie miał wodnosamolotu. W maju i czerwcu okręt bezskutecznie poszukiwał niemieckich okrętów zaopatrzeniowych na środkowym Atlantyku, zawijając na Bermudy. W grudniu 1941 roku „Surcouf” przetransportował do Kanady admirała Émile'a Museliera.

Sylwetka

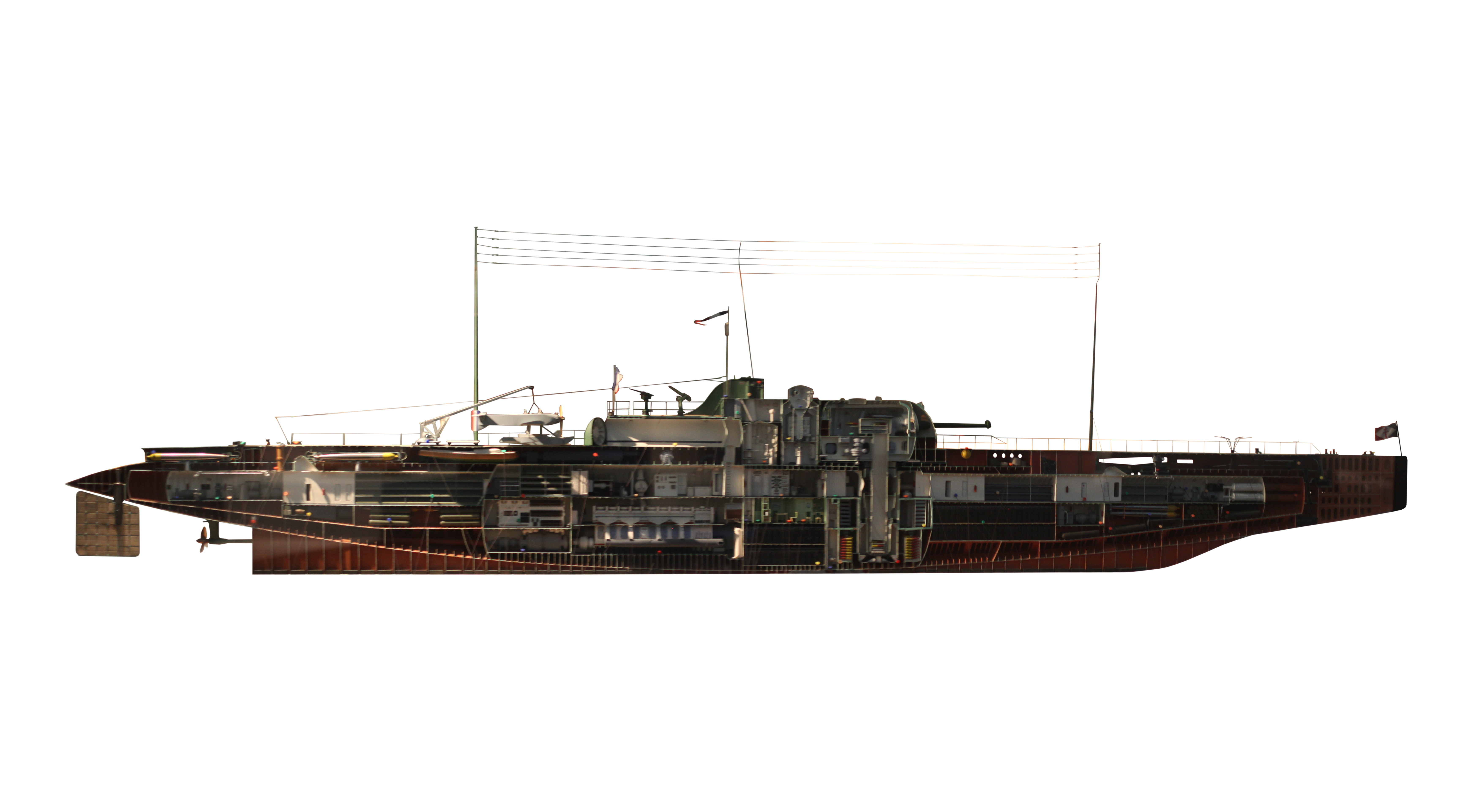
Przekrój

### Zatonięcie
Przydatność operacyjna okrętu była problematyczna. Wyposażenie i uzbrojenie były niekompatybilne z brytyjskim, nie posiadano również części zapasowych. Francuzi pragnęli jednak zachować go w służbie głównie ze względów prestiżowych. W styczniu 1942 roku podjęto decyzję o skierowaniu okrętu na wody Oceanu Spokojnego celem ochrony francuskich posiadłości w Polinezji. Okręt zaginął podczas przebazowania w rejonie Kanału Panamskiego. Za przyczynę uważa się kolizję z amerykańskim frachtowcem SS „Thompson Lykes” (6762 BRT), który raportował zderzenie i zatopienie nieznanej jednostki w nocy 18 lutego 1942 roku. Wątpliwości budzą jednak stosunkowo niewielkie uszkodzenia poniesione przez statek oraz duża różnica pozycji. Bardziej prawdopodobna wersja wydarzeń zakłada pomyłkowe zatopienie „Surcoufa” przez amerykańskie samoloty z Panamy, które 19 lutego atakowały duży, niezidentyfikowany okręt podwodny. Brytyjski autor James Rusbridger zaproponował wyjaśnienie łączące dwie teorie. W kolizji z SS „Thompson Lykes” „Surcouf” doznał uszkodzeń, które nie zagrażały pływalności, ale spowodowały niemożność zanurzenia i uszkodzenie aparatury radiowej. W tej sytuacji okręt podwodny musiał poruszać się w dzień w wynurzeniu, jak również niemożliwe było przekazanie informacji o sytuacji. Załoga amerykańskiego samolotu po zauważeniu okrętu uznała go za okręt niemiecki i zatopiła. Istniały też teorie spiskowe, zakładające bunt załogi. „Surcouf” zaginął wraz z całą, 130-osobową, załogą. Był to najtragiczniejszy w historii (pod względem liczby ofiar) wypadek z udziałem okrętu podwodnego. Wrak znajduje się na głębokości 3000 metrów na pozycji 10°40′00″N 79°32′00″W/10,666667 -79,533333